# Jackson Soloist
A Jackson Soloist egy elektromos gitár modell, melyet az amerikai Jackson Guitars cég készít. A gitár gyártása 1984-ben indult, de az első prototípusok már 1980-ban megjelentek, ezzel ez a modell az első superstrat, melynek felépítését megjelenése óta rengeteg cég másolja. Az 1980-as évek közepétől számos rock és metál együttes használja a Soloistot szólógitárként.

## Felépítése
A Soloist volt a superstrat kialakítás úttörője. A szerkezetet tekintve a Fender Stratocaster volt a kiindulási alap, de Jackson 24 érintősre cserélte az eredetileg 21-es fogólapot. A csavarozott nyakat testen átmenőre cserélte, aminek köszönhetően sokkal jobb a nyak-test közötti hangátvitel, bár ez a megoldás igen költséges, és a nyak cseréje sem lehetséges. A gitár feje merőben különbözik a Stratocasterétől: hegyes, agresszíven döntött formát kapott. A felső nyereg csavaros húrrögzítést kapott, aminek köszönhetően a hangolást sokkal jobban tartja, mint hagyományos nyereg esetében.
A hangszertest a hárommal több érintő miatt mélyebb bevágásokat kapott. A hangszedők elrendezése típusváltozatonként eltérő, de minden superstrat rendelkezik legalább egy ikertekercses (humbucker) hangszedővel. A húrláb strapabíró Floyd Rose tremolórendszer, ami a csavaros nyereghez hasonlóan segíti a hangolás megtartását agresszív játékstílus esetén is.

## Külső hivatkozások
- Jackson Guitars – Soloist modellek
- Jacksonsoloist.com